# Тарасовский
Тара́совский — посёлок в Ростовской области России. Административный центр Тарасовского района и Тарасовского сельского поселения.
В 2018 году был удостоен звания «Рубеж воинской доблести».

## География
Находится между городом Миллерово и посёлком Глубоким на севере Ростовской области. Станция Тарасовка на железной дороге Москва — Ростов-Главный. Посёлок расположен на реке Глубокой при впадении в неё реки Россоши.

## История
В конце XVIII века войсковые атаманы и старшины стали занимать в своё пользование войсковые свободные земли. Так, в апреле 1792 года войсковая канцелярия Войска Донского рассмотрела просьбу старшины Ивана Тарасова «о позволении ему занять место под построение хутора и поселение поданных его малороссиян и с ними хлебопашеством и сенокосом иметь довольствие», на вершине речки Россошь при части Тимошиной балки в Донецком округе, в восьми верстах от хутора Кумшацкого. Здесь же был упомянут существовавший уже хутор Дмитрия Тарасова при «части речки Россошь».
По архивным сведениям в 1822—1832 гг. при реке Глубокой существовали посёлок Тарасовский, который насчитывал 47 деревянных домов и посёлок Нижний Тарасов, с 52 деревянными домами.
Грунт у посёлка в основном был чернозёмный и лишь в некоторых местах, по правым берегам речек Глубокой и Россоши, ― солонцеватый и каменистый.
Посёлок Нижний Тарасов принадлежал есаулу Дмитрию Петровичу и жене его Цесарине Тарасовым. Находился на правой стороне реки Глубокой. Поселение насчитывало 55 крестьянских дворов, в них: мужчин — 126, женщин — 130, имелся также деревянный дом есаула с пристройками.
Посёлок Верхний Тарасов принадлежал есаулу Николаю Петровичу Тарасову и располагался на левой стороне реки Глубокой. Там также было 55 крестьянских дворов, где жило мужчин — 133, женщин — 142.
В посёлках находились два помещичьих фруктовых сада и три рощи.
После отмены крепостного права, в 1862 году крестьянам посёлка Верхнетарасовского была дана уставная грамота, согласно которой с 1 января 1863 года крестьяне переходили с барщины на оброк.
В 1869 году была построена церковь во имя Святителя Тихона Новоявленного Чудотворца. Храм был деревянный, стоял на каменном фундаменте с каменной же колокольней. Имел один престол.
В 1884 году в доме священника Гавриила Федоровича Мясищева открылась одноклассная земская школа.
В 1892 году при церкви открылась одноклассная женская школа, которая затем в 1901 году была преобразована в двухклассную.
По сведениям всеобщей переписи 1897 года в слободе Верхнетарасовской было 220 дворов, в них проживало: мужчин 683, женщин — 689. Из них грамотных мужчин было 131, женщин — 41; неграмотных — 552 мужчины и 648 женщин. Жители в основном занимались земледелием.
Станция Тарасовка в начале XX века была крупным торговым центром с грузооборотом свыше 1 млн пудов зерна. Отсюда зерно шло во все концы России и через южные порты вывозилось за границу.
В сентябре 1906 года немецкие поселенцы Генрих Янцен и Яков Тиссен получили разрешение на устройство в слободе Верхнетарасовской паровой вальцевой мукомольной мельницы.
1 декабря 1913 года в слободе был открыт телеграф благодаря ходатайству промышленников и торговцев, так как слобода имела большое народонаселение хлебопашцев, а также множество торговопромышленных предприятий: развивалась торговля мануфактурным, бакалейным, скобяным, зерновым, хлебным и прочими товарами. Неподалёку работали черепичный, мукомольный и кирпичный заводы.
В июле 1958 года населённый пункт Верхняя Тарасовка преобразован в рабочий посёлок, которому присвоено наименование Тарасовский. В состав вновь образованного рабочего посёлка были включены: посёлки Колодезный, Пуриковка, совхоза Дорурса, центральной усадьбы Тарасовского зерносовхоза и рудоуправления.
До открытия объездной дороги в декабре 2013 года Тарасовский был печально известен многокилометровыми пробкам на трассе М-4.
В целях сохранения военно-исторического наследия Ростовской области, увековечения памяти воинов, проявивших мужество и героизм, а также погибших при защите Отечества, Указом Губернатора Ростовской области от 26.04.2018 № 22 «О присвоении почетных званий» поселку Тарасовский присвоено почетное звание: «Рубеж воинской доблести».
Памятный знак «Рубеж воинской доблести» выполнен в виде пятиконечное звезды огненного цвета на фоне Георгиевской ленты.

## Население
| 1897  | 1959  | 1970  | 1979  | 1989  | 2002  |
| ----- | ----- | ----- | ----- | ----- | ----- |
| 1372  | ↗6411 | ↗7896 | ↗8495 | ↗8542 | ↗8963 |
| 2010  |       |       |       |       |       |
| ↗9017 |       |       |       |       |       |